# Zygmunt Chudzik
Zygmunt Chudzik (ur. 3 grudnia 1930 w Czemiernikach, pow. Lubartów) – członek Szarych Szeregów, harcmistrz, działacz ruchu młodzieżowego i robotniczego, dyplomata.

## Życiorys
Syn Ludwika i Heleny z d. Siepkowska.
Ukończył studia na Wydziale Nauk Społecznych, Uniwersytetu Warszawskiego z tytułem mgr nauk politycznych.
W czasie II wojny światowej, w latach 1942–1944, należał do Konspiracyjnej Drużyny ZHP w Czemiernikach w której pełnił funkcję magazyniera uzbrojenia.
Po wyzwoleniu, od 1945 był członkiem ZHP w Chorągwi Lubelskiej. Od 1946 należał do Związku Walki Młodych (ZWM), a po zjednoczeniu organizacji młodzieżowych do Związku Młodzieży Polskiej (ZMP). W latach 1950–1951 pełnił funkcję zastępcy komendanta Chorągwi Lubelskiej. W latach 1953–1955 był instruktorem Wydziału Harcerskiego Zarządu Głównego Związku Młodzieży Polskiej (ZMP) w Warszawie. W 1956 r. był członkiem Komendy Głównej Organizacji Harcerstwa Polski Ludowej (OHPL).
W latach 1960–1966 działał w Głównej Kwaterze ZHP w Warszawie najpierw jako instruktor Sztabu Lata Wiejskich Drużyn i Wakacji Drużyn Miejskich, a następnie jako zastępca kierownika Działu Młodzieży Młodszej. Wielokrotnie pełnił funkcję zastępcy komendanta do spraw programowych na Centralnym Międzynarodowym Obozie Pokoju i Przyjaźni ZHP „Malta”.

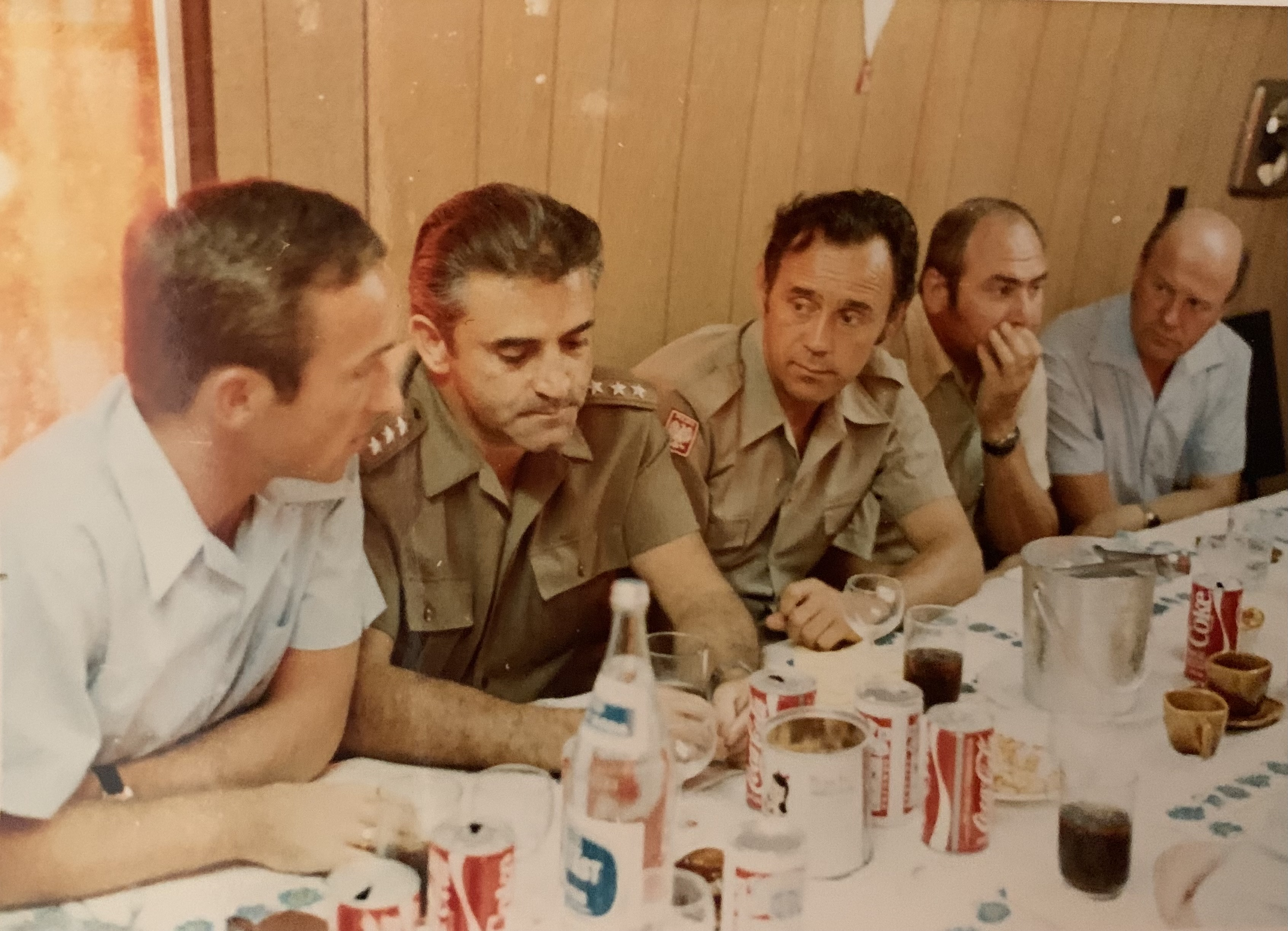
Zygmunt Chudzik (trzeci od lewej) z przedstawicielami delegacji Węgier w MKKiN, Wietnam, Bien Hoa, Maj 1974 r.

Od 1947 należał do Polskiej Partii Robotniczej (PPR). Po zjednoczeniu PPR i PPS był członkiem Polskiej Zjednoczonej Partii Robotniczej (PZPR). W latach 1968–1990 pracował w KC PZPR w Wydziale Propagandy, a następnie w Wydziale Zagranicznym.
Służba dyplomatyczna:
- Międzynarodowa Komisja Kontroli i Nadzoru w Wietnamie, stanowisko doradcy politycznego w latach 1973–1974.
- Ambasada PRL w Moskwie, stanowisko radcy politycznego w latach 1977–1982.
- Konsulat Generalny PRL w Mińsku, stanowisko konsula ds. kultury i nauki w latach 1988–1989.
- Ambasada PRL w Moskwie, Wydział Konsularny, stanowisko I sekretarza odpowiedzialnego za sprawy polonijne w ZSRR. Był bezpośrednim inicjatorem i organizatorem Polskiego Towarzystwa Kulturalnego w Kazachstanie, Irkucku i Moskwie w latach 1989–1990.

## Odznaczenia i medale
- Krzyż Kawalerski Orderu Odrodzenia Polski
- Brązowy Krzyż Zasługi
- Medal Komisji Edukacji Narodowej (Medal KEN)
- Krzyż za Zasługi dla ZHP
- Złote odznaczenie im. Janka Krasickiego
- Odznaka Tysiąclecia Państwa Polskiego
- Medal 30-lecia Polski Ludowej
- Medal 40-lecia Polski Ludowej
- Order Jugosłowiański Sztandaru ze Złotą Gwiazdą na wstędze
- Medal Przyjaźni „Niezależność, Wolność, Szczęście” Demokratycznej Republiki Wietnamu
- Medal za współpracę w Międzynarodowej Komisji Kontroli Nadzoru z delegacją Demokratycznej Republiki Wietnamu i delegacją Tymczasowego Rządu Rewolucyjnego w Wietnamie Południowym

## Życie prywatne
Z żoną Janiną Chudzik z d. Guła, ma dwoje dzieci: córkę Jolantę Retelle (ur. 1961, mgr Lingwistyki Stosowanej; pulmonolog terapeuta) i syna Jacka Chudzika (ur. 1962, mgr. inżynier).
W 2003 i 2007 był inspiratorem i organizatorem zjazdów rodzinnych w Czemiernikach, których celem było utrzymanie więzi z miejscem urodzenia i patriotyczne wychowanie najmłodszych członków szeroko pojętej rodziny.

## Publikacje
- Chudzik Z., Szare Szeregi. Konspiracyjna Drużyna ZHP w Czemiernikach. 1942–1944. W: Czemierniki. Ziemia czemiernicka. Ludzie. Wydarzenia. Pamiątki. Wydawnictwo Jubileuszowe w 500 lat od nadania Czemiernikom prawa miasta. Pod red. M. Mazurka. Czemierniki, 2009, s. 364–367

- Chudzik Z., Okres drugiej wojny światowej w pamięci dziecka z Czemiernik. W: Czemierniki. Ziemia czemiernicka. Ludzie. Wydarzenia. Pamiątki, T. 2. Pod red. M. Mazurka. Czemierniki, 2013, s. 329–345